# Záhi Havássz
Záhi Havássz (arabul: زاهي حواس, Zāhi Ḥawāss, Damietta, 1947. május 28. –) egyiptomi régész, egyiptológus, egyiptomi kulturális miniszterhelyettes. Pályafutása során terepi régészként Egyiptom számos jelentős lelőhelyén dolgozott, a Nílus deltavidékétől a nyugati sivatagon át Felső-Egyiptomig.

## Élete
Havássz eredetileg ügyvédnek készült, majd Alexandriában görög–római régészetet tanult. 1967-ben szerezte régészeti diplomáját. 1980-ban a Kairói Egyetemen egyiptológiából szerezte B.Sc. fokozatát, majd Fulbright-ösztöndíjjal 1987-ben PhD-fokozatot nyert el Pennsylvaniában egyiptológia és szír–palesztin régészet tárgyban.
1988-tól a kairói egyetemen, valamint a Kaliforniai Egyetem Los Angeles-i intézetében egyiptomi régészetet és egyiptomi kultúrtörténetet tanított. 1993-ban egyetemi katedráit feladva a gizai fennsík főfelügyelője lett, majd 1998-tól annak igazgatója. 2002-től az egyiptomi régiségek legfelsőbb tanácsának főtitkára, 2009-től miniszterhelyettes.
Amellett, hogy számos projektet irányított a gyakorlati régészet területén, Havássz több könyvet írt, még többet szerkesztett, dokumentumfilmek állandó szereplője – vagy narrátorként vagy szakértőként – és szövegírója. Ezek miatt az egyiptológia művelőinek egy része úgy tartja, hogy Havássz kisajátítja az egyiptológia tudományát.
A Nagy Szfinx helyreállítását is ő vezette, valamint minden, a memphiszi nekropolisz területére eső kutatást. Az elmúlt években élénken foglalkozott Tutanhamon rejtélyének kibogozásával. 2005. január 6-án CT-vizsgálatnak vetette alá a múmiát a halál okának kiderítésére, és még abban az évben publikálta az uralkodó halálára vonatkozó elképzeléseit.
A kormányzat 2011. március 3-i átszervezését követően, március 6-án beadta a lemondását. A lemondását azzal indokolta, hogy a forradalom után a kormányzat nem képes megvédeni a műemlékeket, nem garantálják a biztonságot. Március 30-án bejelentette, hogy újra ő a kulturális miniszter, és az új miniszterelnök ki is nevezte, de július 17-én ismét lemondatta.

## Magyarul megjelent művei
- Piramisok rejtett kincsei; szerk. Zahi Havassz, ford. Babits Péter; Alexandra, Pécs, 2004
- A fáraók birodalma; ford. Bank Szilvia; Alexandra, Pécs, 2006
- Királysírok Thébában. Kapu az örökkévalóságba; fotó Sandro Vannini, ford. Nitkovszki Stanislaw; Aquila, Debrecen, 2006
- A fáraók hegyei. A piramisépítők története; ford. Kmilcsik Ágnes; Gold Book, Debrecen, 2007